# Belgische Eifel

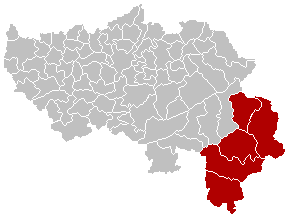
Gemeenten in de Belgische Eifel, provincie Luik

De Belgische Eifel (Luxemburgs: Belscher Äifel) is een overgangsgebied tussen de Belgische Ardennen en de Duitse Eifel. De streek valt samen met het kanton Sankt Vith en vormt het zuidelijke deel van de Duitstalige Gemeenschap. Sankt Vith is de hoofdplaats van de streek.
De Belgische Eifel behoort tot de hogere gedeeltes van de Ardennen (respectievelijk de Eifel); bepaalde toppen komen boven de zeshonderd meter uit. Ook is het gebied dichtbebost, met vooral naaldbomen, maar dunbevolkt. 

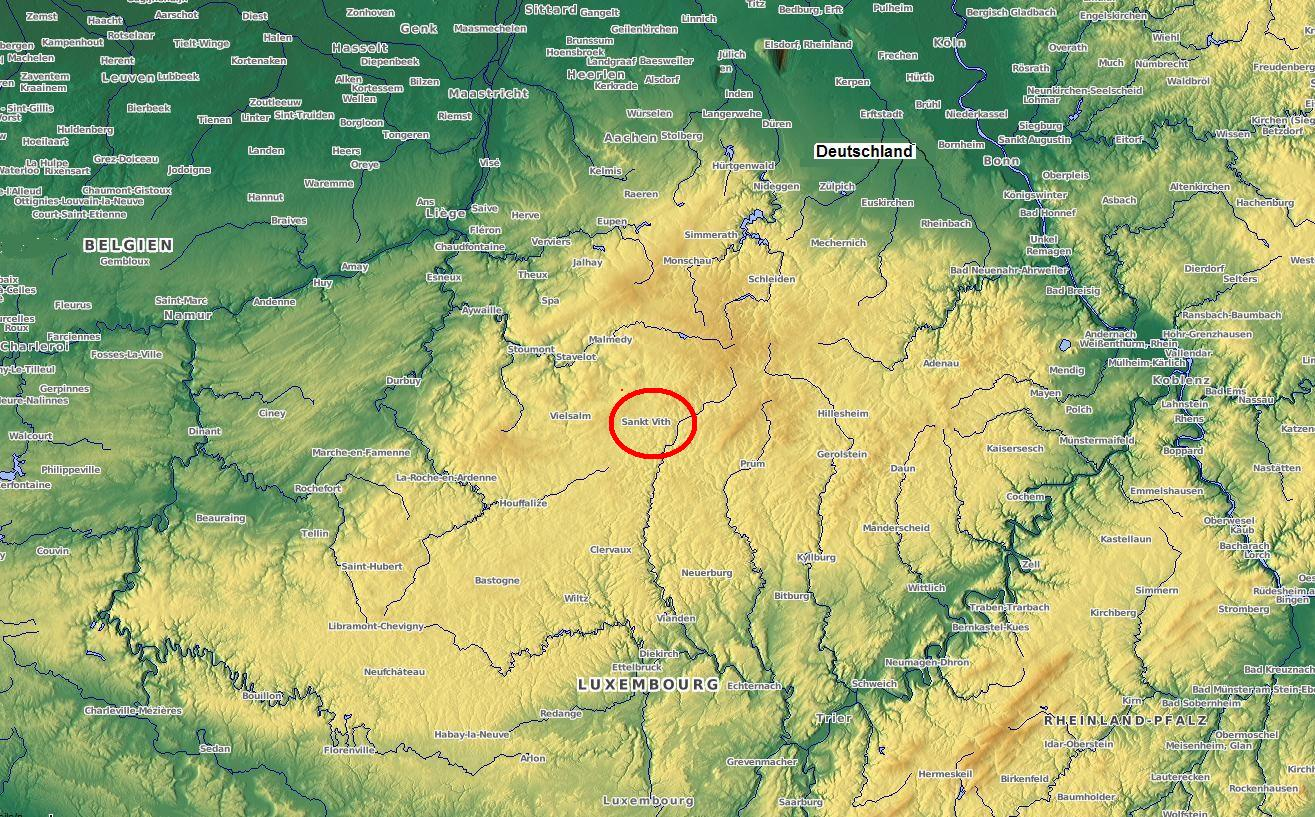
in het midden van de afbeelding de grensoverschrijdende hooglanden van de Ardennen en de Eifel, beperkt door Maas, Semois, Moezel, Rijn

De volkstaal is van oudsher het Duits of het Luxemburgs, dat in het aangrenzende deel van Groothertogdom Luxemburg wordt gesproken. 

## Gemeenten in de Belgische Eifel
- Amel (Amblève) (met Meyerode en Heppenbach)
- Büllingen (Bullange) (met Manderfeld en Rocherath)
- Burg-Reuland (benaming na de fusie van Reuland en Thommen)
- Bütgenbach (met Elsenborn)
- Sankt Vith (met Recht, Schönberg, Crombach en Lommersweiler)